# Blaník
Památná hora Velký Blaník (638 m n. m.) je středem a nejvyšším bodem území Podblanicka, které je nejčastěji vymezené jako nejbližší okolí této hory. Dalším významným bodem tohoto území je vrch Malý Blaník (580 metrů). Oba tyto vrchy jsou známé především díky své bohaté historii a zajímavým pověstem o blanických rytířích, jimiž je toto území bohatě opředené a láká tak mnohé zvídavé turisty.
V těžkých chvílích české historie byl symbolem naděje na získání svobody a svébytnosti českého národa. Jméno Blaník je možná odvozeno od keltského Blaniak. Do prosince 2018 nesly název rychlíky Českých drah Praha – České Budějovice Blaník. Nachází se ve Středočeském kraji v okresu Benešov asi deset kilometrů jižně od města Vlašim, ale nejblíže pojené je určitě s městys Louňovice pod Blaníkem, na jehož území leží a kde se každoročně pořádají Svatováclavské slavnosti na počest sv. Václava. Území spadá do CHKO Blaník, a příroda je tak poměrně dosti zachovalá a udržovaná.

## Lokalita

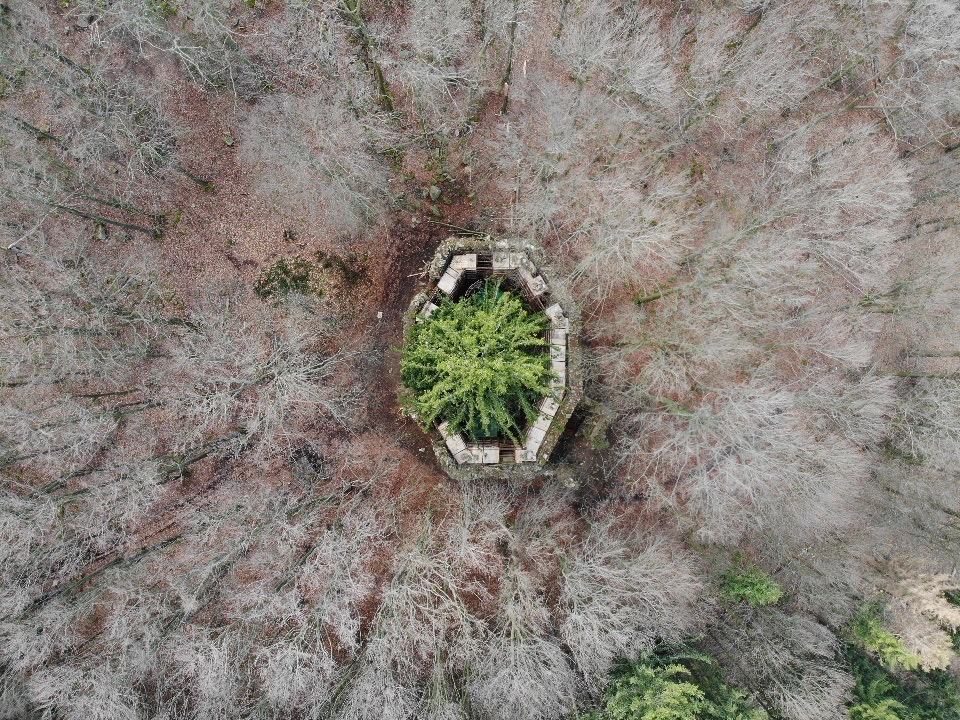
Kaplička sv. Máří Magdalény

Území Podblanicka se nachází ve Středočeském kraji asi šedesát kilometrů jihovýchodně od Prahy v okrese Benešov. Území by se dalo vymezit jako území trojúhelníkovitého tvaru mezi řekami Želivkou, Sázavou a Vltavou. Z větší části spadá do Středočeské pahorkatiny, ale zasahuje sem i malá část Českomoravské vrchoviny na území kolem Čechtic.
Podjednotkou Středočeské pahorkatiny je Vlašimská pahorkatina a východní část Vlašimské pahorkatiny je tvořena Mladovožickou pahorkatinou, jejímž nejvyšším bodem je již zmíněná hora Velký Blaník. Nejnižším bodem je naopak místo v obci Ostrov, kde řeka Blanice opouští CHKO Blaník. Hlavní osu Poblanicka tvoří řeka Blanice (levostranný přítok Sázavy) také protékající městem Vlašim.

## Historie
Když skončila doba ledová – pleistocén, začalo se zde oteplovat a zavládlo celkově teplejší a vhodnější klima k životu. Vyrašily zde i smíšené listnaté lesy a toto klima zde převládalo až do období neolitu, avšak zmínky či důkazy o přítomnosti člověka z této doby chybí a to hlavně z důvodu toho, že člověk z doby neolitu hodně upřednostňoval území o nižší nadmořské výšce jako byly údolní nivy vhodné pro zemědělství a vhodné oblasti pro pastvu. Na území Podblanicka se podařilo nalézt i několik předmětů pocházejících z doby neolitu jako je sekeromlat nalezen v okolí Vlašimi pocházející z doby asi 3000 př. n. l., jehož přesné naleziště neznáme. 
Dále se také diskutuje o pravděpodobném nálezu keramiky z Pravonína. Tento nález se bohužel nepodařilo potvrdit, jelikož neexistuje jediný přímý důkaz. Dalším zatím neprůkazným předmětem je kamenná sekyrka z Křížova, ale podle nejnovějšího výzkumu sekyrka opravdu pochází z doby neolitu. Nejvýznamnějším nálezem je sekeromlat, který byl nalezen ve vápencovém lomu u Lbosína v roce 1942 a byl vyroben z dioritu. Prvním doloženým sídlištěm je až keltské hradiště na Velkém Blaníku pocházející ze starší doby železné tedy z období 440–370 př. n. l. Bylo postaveno na vrcholu hory, na rovině, kterou museli sami obyvatelé zarovnat.
Hlavním materiálem pro stavbu byly velké balvany, které vznikly rozpadem podloží. Uvnitř kamenné hradby stála dřevěná konstrukce, ale nejednalo se o hradiště městského typu, známé také jako oppidum, už jen kvůli velké nadmořské výšce, v jaké se konstrukce nacházela. Funkce tohoto keltského hradiště byla především strážní a vojenská. Nacházelo se na vrcholu hory kvůli výhodné poloze a až dodnes v okolí Velkého Blaníku leží pozůstalé balvany z keltského hradiště. Na počátku 15. století na Blaníku údajně stál malý dřevěný hrad. Skutečnost, že tento hrad kdysi opravdu existoval, není potvrzená ani vyvrácená. Mnozí autoři se přiklání spíše k názoru, že hrad stál na Malém Blaníku.
Podle historických spisů se na Malém Blaníku hojně konaly poutě ke kapli sv. Máří Magdalény pravděpodobně už v polovině 16. století. Poslední majitel louňovického panství Karel Adam Lev z Říčan chtěl do budoucna udržet putování na Malý Blaník a jelikož neměl potomka tak ve své závěti před svou smrtí uvedl, že 300 zlatých připadne na výstavbu nové kaple. Místo původní kaple je nám neznámé a kolem roku 1753 byla za 300 zlatých postavena nová kaple Máří Magdalény, jejíž rozvaliny leží na Malém Blaníku až dodnes. Za vlády císaře Josefa II. došlo k mnohým reformám. Snažil se omezit moc církve ve státě a tak roku 1782 vydal nařízení o zrušení klášterů a církevních staveb. V roce 1887 chtěl tehdejší arcibiskup poutě na Malý Blaník obnovit a tak zde nechal vybudovat dřevěný altánek a výklenek ve zdi kaple byl obohacen o malou klečící sošku sv. Máří Magdalény. Od té doby se poutě ke kapli zase vrátily. Další zajímavostí je smrk ztepilý, památný strom rostoucí uvnitř kaple.
Velkou pozornost přineslo Blaníku národní obrození v 19. století, kdy se začala šířit legenda o vojsku svatého Václava. Následně byla v roce 1851 uskutečněna první pouť na Blaník vedena Baronem Karlem Villanim a v roce 1867 se konala druhá výprava. V roce 1868 byl z Blaníku kámen převezen do Prahy a stal se tak součástí Národního divadla v Praze. Na počátku 20. století se na Blaníku staví nejdříve jednoduchá rozhledna, která je v roce 1941 přestavěna v rozhlednu odolnější a v roce 1981 je vyhlášena CHKO Blaník.

### Rozhledna na Velkém Blaníku

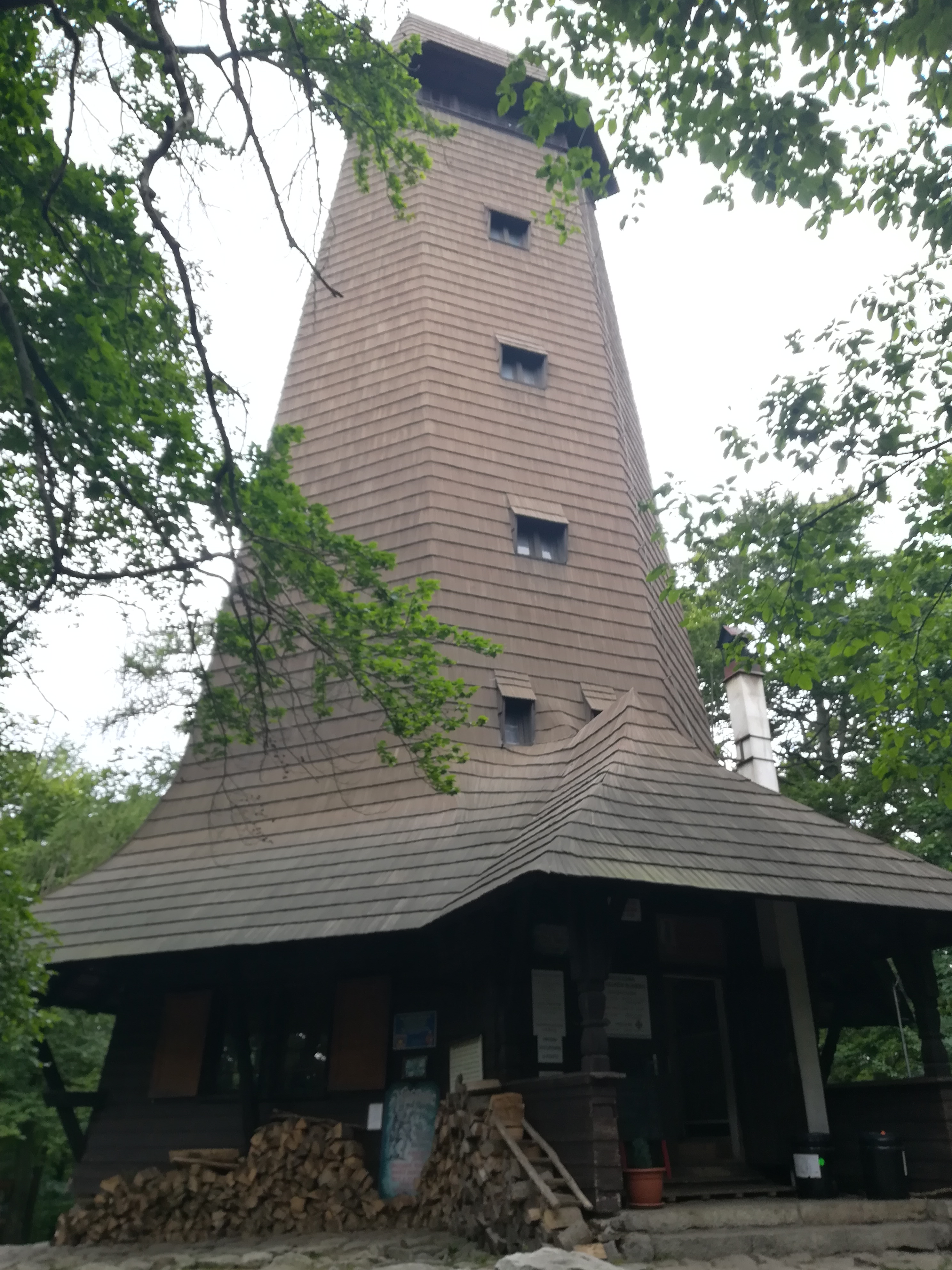
Rozhledna na Velkém Blaníku

Na vrcholu stojí 30 m vysoká dřevěná rozhledna z roku 1941 ve tvaru husitské hlásky. Menší podobné rozhledny lze najít u Žamberka (rozhledna Rozálka) a na Hýlačce u Tábora (rozhledna Hýlačka, shořelá 1. ledna 2012). Nebyla to však první rozhledna, protože už roku 1895 tam stála jednoduchá 20 metrů vysoká dřevěná otevřená rozhledna, která se zřítila roku 1936. 
Tu současnou, krytou, postavil Klub českých turistů v letech 1939–1941. Lze z ní zhlédnout nejen blízké okolí, západním směrem podstatnou část Středočeské pahorkatiny, nazývanou Českou Sibiří, západní vrcholy Českomoravské vrchoviny s dominujícím Stražištěm, severovýchodně město Vlašim a Posázaví, ale při optimální viditelnosti je možno jihozápadním směrem dohlédnout až k vrcholům Šumavy a na severozápadě spatřit Prahu a poblíž Prahy stojící vysílač Cukrák.

## Přírodní poměry

### Povrch

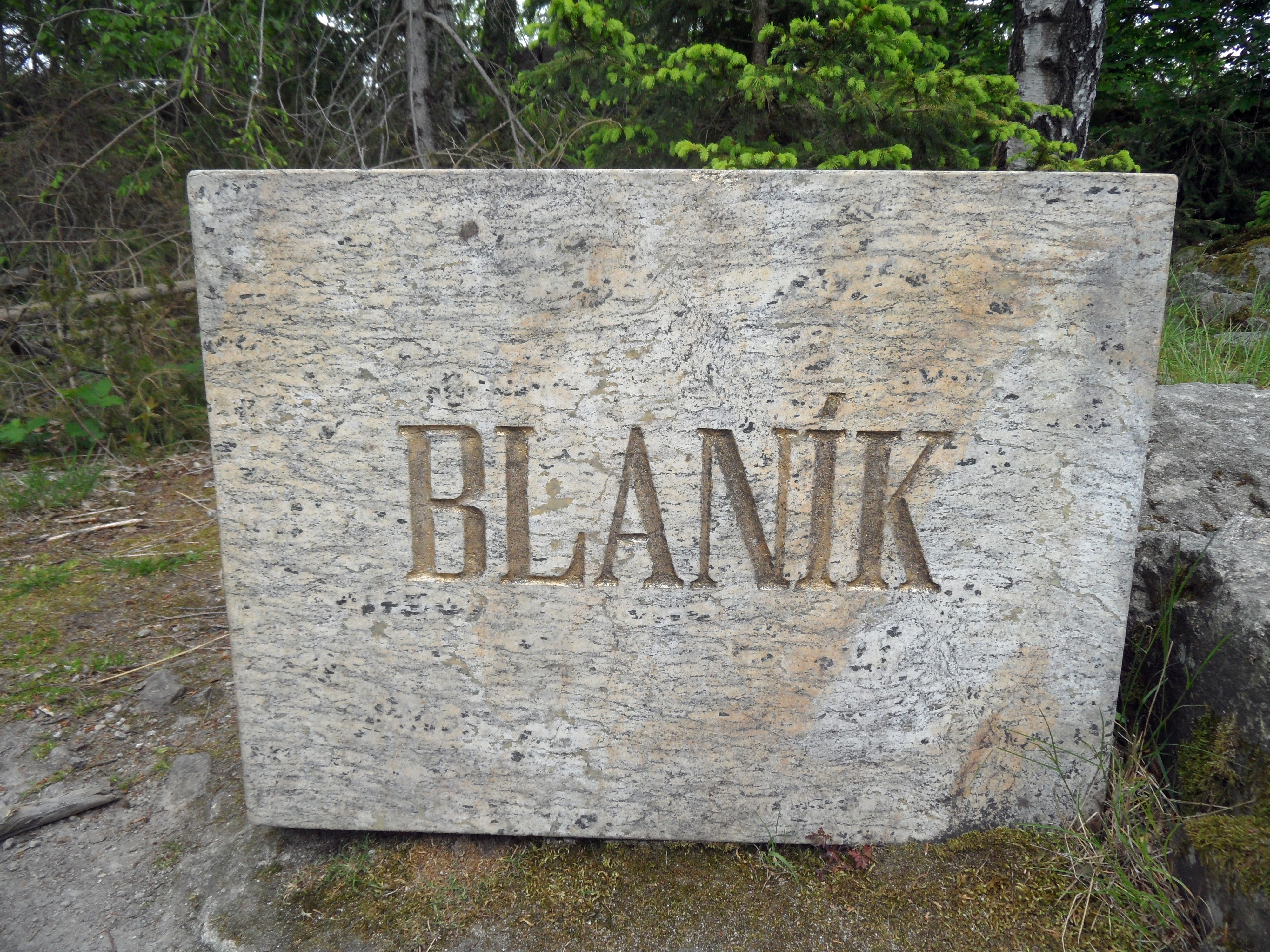
Zmenšená kopie základního kamene pro Národní divadlo je severně od vrcholu, u cesty směr Dům přírody Blaníku

Povrch je velice rozmanitý. Nejčlenitější je Blanická brázda tektonického původu nacházející se na západní straně. Nesmíme opomenout podstatné vrchy a hřbety jako je Slepičí skála, Křížovská hůra, Krasovická hůra, Hřiva, Bělčí hora a samozřejmě Malý Blaník. Časté jsou také svahy, na kterých vyrůstají lesy nebo slouží jako zemědělská plocha. Na východě se více vyskytují vrchoviny a krajina je jinak z velké části tvořena plošinami. Hlavní dominantou oblasti jsou vrchy Velký Blaník (638 m n. m.) a Malý Blaník (580 m n. m.).

### Geologie
Důležitým geologickým prvkem je soustava zlomů Blanické brázdy. V krajině Podblanicka se nejhojněji vyskytují pararuly a migmatity se stopami živce – s těmi se lze setkat na vrchu Hřivy. Masiv Velkého a Malého Blaníku je tvořen převážně ortorulou, svory a svorovou ortorulou. V lomu na Křížovské hůře jsou zase vyvinuty ortoruly s turmalínem a granátem.

### Vodstvo
Nachází se zde jak vody tekoucí jako potoky a řeky, tak i vody stojaté – rybníky. Velmi významnou řekou je jistě Blanice vytvářející přirozenou osu této oblasti a významným je také její pravostranný přítok potok Brodec, který protéká chráněnou oblastí a pramení jižně od Načeradce. Celková délka toku Brodce činí 10,1 km a jeho pravostranným a zároveň největším přítokem je Volavecký potok pramenící severně od Pravonína. Setkat se tu můžeme i s poměrně velkým množstvím rybníků např. v Částrovicích, u Libouně (rybník Strašík), v Louňovicích, Býkovicích a dalších obcích a ve většině se jedná o rybníky průtočné. Typická jsou pro tuto oblast také hojná vodní a mokřadní společenstva.

### Půda
Podblanicko pokrývají především hnědé lesní půdy – kambizemě, které jsou nejrozšířenější i v rámci celé ČR. V nivě řeky Blanice se vytváří půdy oglejené bohaté na organické látky a v údolí menších toků se objevují rašeliniště a půdy glejové.

### Flora
Podblanicko dříve porůstal téměř souvislý les. Mezi nejrozšířenější patřily kyselé doubravy níže přecházející v dubohabřiny, ve vyšších polohách se nacházely především bučiny a u vodních ploch se vyskytovaly olšiny a travnaté luhy. Jako důsledek lidské činnosti byla lesní krajina postupem času pozměněna, místy i zcela odstraněna a dnes lesy tvoří pouze necelých 30% plochy okresu Benešov. Co se týče jehličnatých lesů největší plochu zabírá určitě smrk ztepilý a borovice lesní a modřín, mezi kterými jsou roztroušené i listnaté stromy. Především ve vyšších partiích se zřídka nachází i jedle, které se zde poměrně daří. Důležité je také zmínit to, že smrčiny jsou základním biotopem pro řadu lesního ptactva. Listnaté lesy se vyskytují opravdu zřídkakdy a daly by se rozdělit do tří základních skupin stromů a to na dubohabřiny, bučiny a bukojavořiny. Lze zde také spatřit mnoho luk a polí vzniklých intenzivním odlesněním před necelým tisíciletím.
Na Podblanicku se vyskytují především vodní rostlinná mokřadní společenstva rostlin. Rostou v rybnících a na jejich okrajích, v potocích, na podmáčených loukách či na vlhkých cestách. Typické jsou zde vysoké ostřice a rákosiny. Na lukách v rašeliništích se můžeme setkat s charakteristickými druhy bylin jako např. ostřice obecná, ostřice šedavá, ptačinec bahenní, starček obecný, violka bahenní a velmi hojným je také jistě blatouch bahenní. Blaník je bohatá oblast i na mechorosty. Na mělkých skalních podkladech se zase vyskytují suché trávníky. Na výslunných lokalitách hojně rostou byliny jako je např. vřes obecný. Setkat se také můžeme s plavuní vidlačkou vyskytující se ve vyšších polohách. Na okrajích lesa či podél lesních cest a též na pastvinách roste rozrazil lékařský. Na pastvinách se také často setkáváme se smetánkou lékařskou, sedmikráskou chudobkou, kohoutkem lučním, kopretinami, jetelem lučním a mnoha dalšími. Prudce jedovatým, ale zároveň léčivým zástupcem bylin na Podblanicku je náprstník červený a může kvést dokonce i bíle.

### Fauna
Žijí zde zejména drobní živočichové jako brouci, například střevlík, drabčík, mandelinky, také plži a přes 200 druhů pavouků např. vodouch stříbrný. Dále se zde objevují vážky – šídlatka hnědá. Žije zde 11 druhů obojživelníků, z nichž je velmi důležité společenstvo čolka obecného, kuňky obecné a rosničky zelené obývající rybníky v Částrovicích a Býkovicích. Typickými zástupci Podblanicka jsou také skokani a ropuchy. Ze vzácnějších plazů zde žijí: zmije obecná, ještěrka živorodá a užovka hladká. Tuto oblast obývá velký počet ptáků jako je koroptev polní a křepelka polní, vlaštovky, čápi, holubi, mnoho pěvců a další. Nakonec jsem si nechala savce. Zde, v CHKO Blaník se nachází 40 druhů savců. Ze vzácnějších druhů to je například netopýr černý, netopýr velký, vydra říční, veverka obecná a myška drobná. Mezi ty nejznámější by se dali zařadit prase divoké, srnec obecný, daněk evropský, jeleni a laně, liška obecná, zajíc polní, jezevec lesní a další.

## Chráněná území na Blaníku

### Chráněná krajinná oblast Blaník
Chráněná krajinná oblast Blaník byla poprvé vyhlášena někdy na počátku 70. let 20. století, avšak v oblasti nebyl vyhlášen ochranný režim. Kvůli tomu do roku 1982 zmizelo mnoho přírodních ploch, které byly neuváženě přeměněny na zemědělské plochy. Ty následně pro neúspěšnost hospodaření byly zase opuštěny, ale mnohé škody na nich způsobené byly již nenávratné. Oficiálně byla CHKO Blaník vyhlášena 1. ledna 1982 Ministerstvem kultury ČSR o ploše 41 km² za účelem ochrany a udržení stálé středočeské krajiny. CHKO se tedy rozkládá v Načeradecké vrchovině mezi vesnicemi Laby, Libouň, Načeradec, Kondrac, Velíš, Vracovice, Ostrov, Býkovice, Hrajovice, Křížov a další.
Její přesná hranice se táhne od Načeradce k Mravišti, pak po Volaveckém potoku ke Kubánkovu mlýnu, Částrovice míjí a směřuje k Vracovicům. Do CHKO taktéž spadá malá část obce Pravonín, dále Křížovská hůra, oblast křížovského lomu, místo v Rybníčkách pod Křížovskou hůrou, lesíky Pod Suchými palouky, tarasy nad Brodcem u Karhule a další. Pro všechny CHKO je typické, že obydlená krajina je narušena jen zčásti. Ochrana se vztahuje i na lidovou architekturu a památky jako jsou vesnická sídla, zámečky, církevní budovy, samoty, zahrady a sady. Také se zde lze setkat s drobnými stavbami dotvářejícími zdejší krajinu jako např. kapličky a kaple, lesíky, zídky, kříže, studánky a studny. Důraz je také kladen na zachování vzhledu budov. Budovy by měly mít jedno nadzemní podlaží se sedlovou střechou a měly by se držet jednoho architektonického stylu. V CHKO je vyhlášeno 21 památných stromů.
V CHKO Blaník jsou vymezeny čtyři zóny podle stupně jejich ochrany. Na území prvního stupně je zákaz např. hnojit pozemky, těžit nerosty, umísťovat nové stavby. Na území druhého stupně se jedná např. o hospodaření na těchto pozemcích, intenzivní chov zvěře (obory, bažantnice, chovné farmy), pořádat soutěže na jízdních kolech mimo silnici a komunikace k tomu určené. Na celém území platí zákaz zneškodňování odpadů mimo místa, která jsou k tomu určená se souhlasem orgánu ochrany přírody, zákaz táboření a rozdělávání ohně, zákaz chemického posypu cest, zákaz pořádání automobilových a motocyklových soutěží, myslivci nesmí při lovu používat jedovaté návnady, dále platí zákaz výstavby nových silnic a zákaz rozšiřování nepůvodních druhů rostlin a živočichů.
Mezi současné (2020) problémy v CHKO Blaník rozhodně patří kůrovec, tedy lýkožrout smrkový považován za kalamitního škůdce. Dospělí brouci napadají stromy (většinou smrk ztepilý) a zavrtávají se pod kůru, kde tráví většinu svého života a nakladou larvy živící se lýkem stromů, které stromu poskytuje transport živin a vody. Stromu se tak živiny ani voda nedostávají a tak schne, až nakonec uhyne. Dalším problémem jsou také invazní druhy. Ze zástupců živočichů to může být želva nádherná, karas stříbřitý a z rostlin např. borovice vejmutovka.
- Kriticky ohrožené druhy zvířat: rak říční, mihule potoční, zmije obecná a další.
- Silně ohrožené: škeble rybničná, čolek obecný, ještěrka obecná, ještěrka živorodá, slepýš křehký, užovka hladká, rosnička zelená, skokan štíhlý, vydra říční a
- Ohrožené: čmelák, otakárek fenyklový, rak bahenní, užovka obojková, ropucha obecná, veverka obecná, čáp bílý[21]
- Silně ohrožené rostliny: ostřice plstnatoplodá, všivec bahenní, tolije bahenní, suchopýr širolistý, rosnatka okrouhlolistá, vstavač kukačka[13]

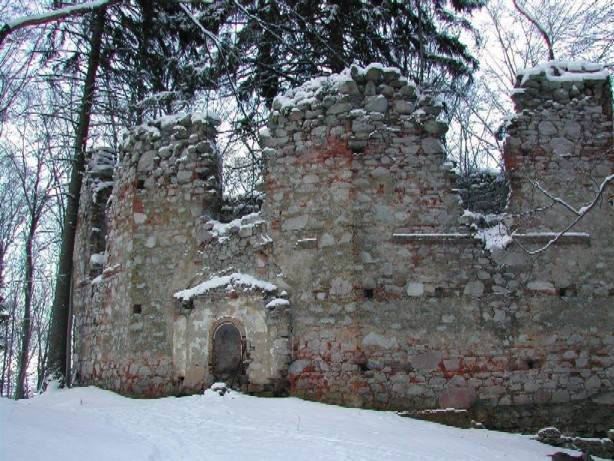
Zřícenina kaple svaté Máří Magdaleny

### Přírodní rezervace Velký Blaník
Přírodní rezervace Velký Blaník byla vyhlášena roku 1992 o rozloze 84,68 km² hlavně kvůli ochraně buků lesních. Velký Blaník byl osídlen již před začátkem našeho letopočtu. V 5. století př. n. l. v době halštatské zde bylo hradiště kruhového tvaru se dvěma řadami mohutných kamenných valů jejichž zbytky jsou dodnes patrné okolo vrcholu, později tvrz a pravděpodobně dřevěný hrad. Rokem 1404 se datuje počátek poutí na horu. Jednou ze současných tradic místních obyvatel je silvestrovský výstup na horu. V letech 1868–1871 se zde konaly tábory lidu za české státní právo. Odsud byl vylomen v roce 1868 i jeden ze základních kamenů Národního divadla (rozměry cca 125 × 97 × 57 cm, hmotnost 1 750 kg).

### Přírodní rezervace Malý Blaník
Přírodní rezervace Malý Blaník byla vyhlášena 22. října 1992 a spadá sem převážná většina hory Malý Blaník. Na vrcholu se nalézají zbytky středověkého hrádku, který byl dobyt husity roku 1420. Zbytky hradu byly odkryty archeologem Pavlem Radoměřským v lesnatém svahu nad obcí Býkovice v roce 1961. Na Malém Blaníku (dříve Holý vrch) se nachází také zřícenina poutní kaple svaté Máří Magdaleny. Stavba byla dokončena v roce 1753 (poutě se zde konaly ovšem již v první polovině 16. století), zrušena pak v roce 1783 nařízením císaře Josefa II. Půdorys kaple tvoří osmiúhelník komponovaný do elipsy s přiléhající sakristií na severovýchodě, pod níž bývala jeskyně s poustevníkem. Uprostřed zříceniny dnes roste obrovský smrk starý cca 160 let, kterému se říká „Velký Mnich“.

## Pověst
Blaník je opředen mnoha nejrůznějšími pověstmi, z nichž některé mají původ zřejmě již v keltských dobách. Pověst o vojsku bojovníků spících v nitru hory, odkud vyjedou na pomoc svému lidu, je rozšířena v celém keltském světě. Hlavní legenda vznikla patrně v 15. století mezi prostými lidmi na základě události, kdy bylo podivuhodným až zázračným způsobem na jihovýchodním úpatí Blaníka, u vesnice Býkovice, poraženo nepřátelské vojsko. Kolem roku 1470 o vojsku skrytém v hoře kázal Mikuláš z Vlásenice. Roku 1799 vydal Václav Matěj Kramerius knihu Zdeněk z Zásmuku s swými towaryssi aneb: Rytjři w Blánickém wrchu zawřenj. Roku 1813 sepsal Václav Kliment Klicpera dílo Blaník.

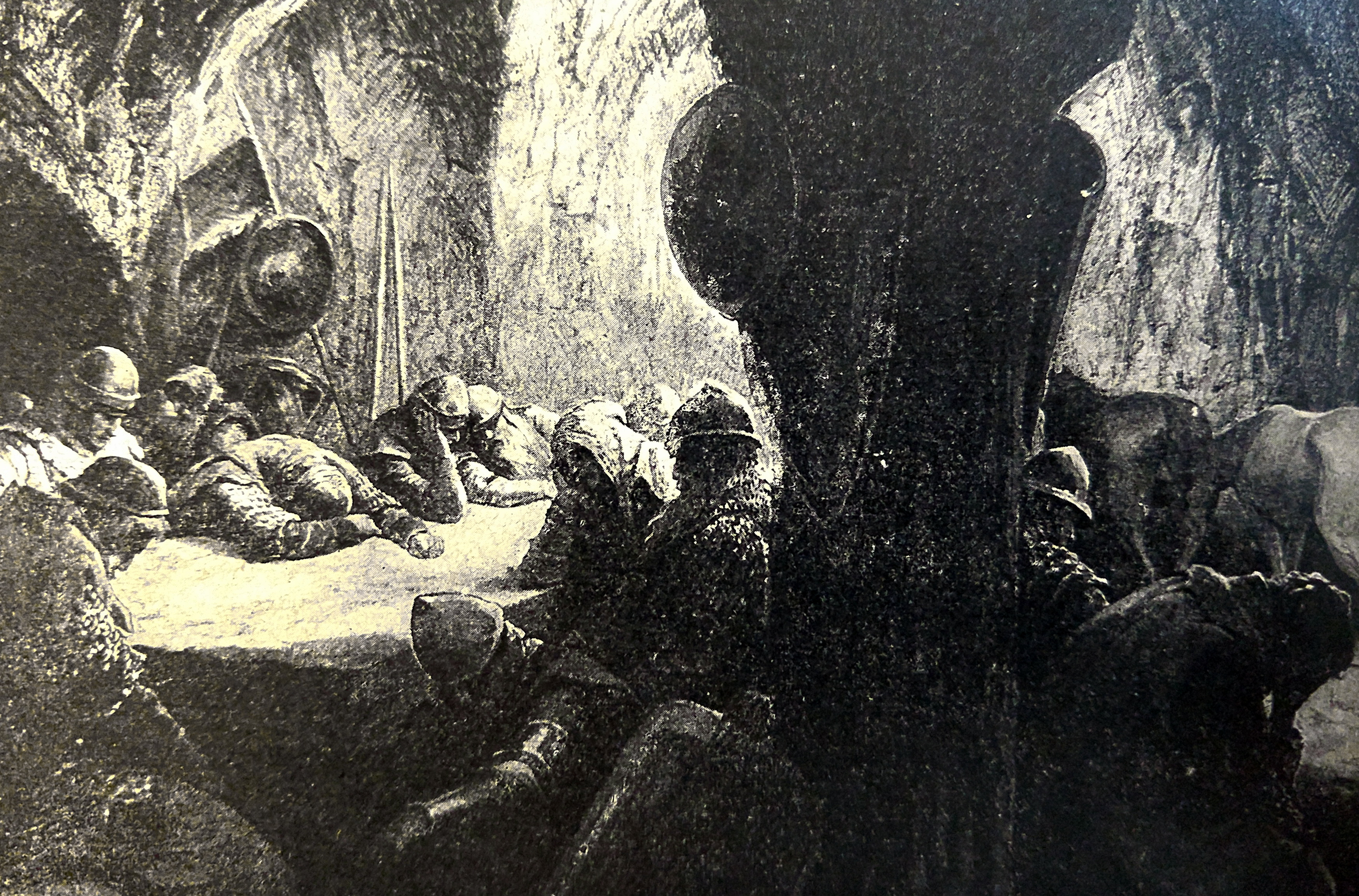
Blaničtí rytíři spí v hoře (Staré pověsti české, V. Černý)

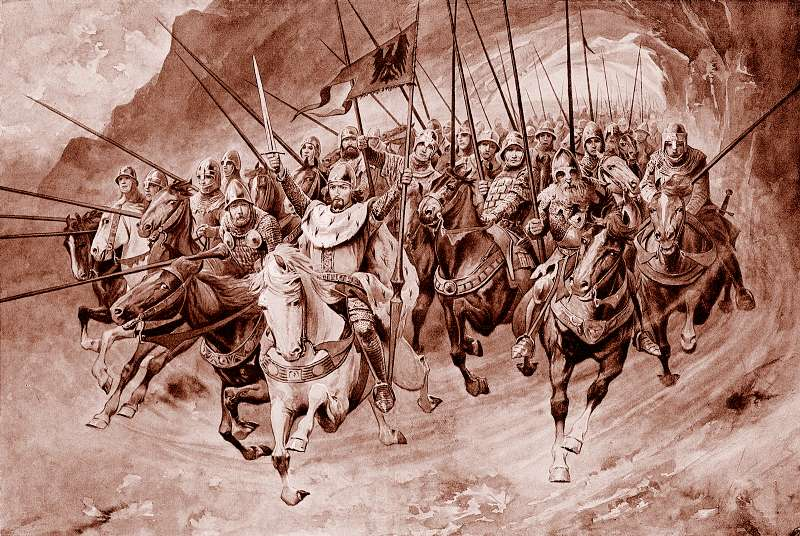
Svatý Václav vyjíždí v čele blanických rytířů z hory (V. Černý, 1898)

Obsah pověsti: Uvnitř hory odpočívá vojsko, které čeká, až bude českému národu nejhůře. Jeho velitelem je sám patron země České svatý Václav. Ve chvíli, kdy bude naše vlast v největší tísni, zazelená se suchý dub na Blaníku a pramen pod ním vydá tolik vody, že se studánka přeplní a voda poteče až po stráni dolů. Pak se v hoře otevře tzv. Veřejová skála, rytíři uvnitř se probudí z hlubokého spánku a pod vedením patrona české země vyrazí proti nepřátelům, porazí je a v Čechách nastane opět klid a mír. Obdobný příběh má i německý kulturní prostor. Vypráví o Fridrichu I. Barbarossovi, který má údajně se svým vojskem čekat v hoře Kyffhäuser na dobu nejvyšší nouze.
Den uvnitř hory je dlouhý jako rok na povrchu. Alois Jirásek ve Starých pověstech českých píše o kováři, kterého pozval neznámý rytíř z Blaníku, aby mu v hoře okoval koně. Kovář šel a když dokončil svoji práci, dali mu rytíři pytel plný smetí. Ve zlosti pak kovář vysypal celý pytel pod kopcem. V Louňovicích se pak všichni divili, kam kovář na celý rok zmizel. Když pak vyprávěl, co se mu přihodilo, šáhl do pytle a nahmatal tři dukáty. Teprve v tu chvíli poznal, jakou udělal chybu, když pytel vysypal. Honem utíkal k hoře, ale nenašel ani dukáty, ani smetí.
Pozornost Blaníku a legendě o svatováclavském vojsku znovu přineslo české národní obrození. V dubnu 1868 při vylamování základního kamene pro Národní divadlo kamenický pomocník Václav Podbrdský z Louňovic udělal špatný krok a zřítil se z výšky 60 metrů. Přestože ho spolupracovníci viděli padat, jeho tělo se nikdy nenašlo a musel být tak po zákonem stanovené době prohlášen za mrtvého. Podbrdský se objevil až po 18 letech. U soudu ve Vlašimi se soudil s kamenickým mistrem Šolínem o zaplacení mzdy za vylomení základního kamene. Podbrdský soud vyhrál a musela mu být vyplacena dlužná mzda i s úroky. Případ vzbudil pozornost a Podbrdský byl postaven před vojenský soud pro podezření z vyhýbání se vojenské službě. Před soudem vypověděl, že po dopadu se probral ve velkém klenutém sále, kde jej přivítala krásná dívka. Cítil se najednou jako jiný člověk, jako by byl studovaný a učený. Postupně se zde setkal s Cyrilem a Metodějem, Karlem IV., Janem Husem a dalšími. S některými prý dokonce telepaticky mluvil. Jejich řeči prý nerozuměl, myšlenkám ano. Na závěr se velikáni za zvuků staroslověnského chorálu odebrali zpět do nitra hory a krásná dívka – Génius Čech – se s Václavem Podbrdským rozloučila. Poté se vznesla ke stropu, kde se změnila v jasnou letní oblohu. Podle Václava Podbrdského to vše mělo trvat 18 dní, když však vyšel z Blaníku ven, zjistil, že uplynulo 18 let. Vojenský soud kameníkovo vysvětlení fakticky přijal. Označil jej však za fixní ideu. Podbrdského za uniknutí vojenské službě však nijak nepotrestal.
Od roku 1989 se zde pravidelně pořádají Svatováclavské slavnosti, kdy na svůj svátek sjíždí z Velkého Blaníku na bílém koni sv. Václav s doprovodem svých vojáků na louňovické náměstí, kde se konají vlastní oslavy.

### Orytířích blanických
Tato pověst vypráví příběh, který se údajně odehrál v Louňovicích. Dívka se sluhou šli vyhnat ovce, jedna ovce se ale zatoulala a dívka se vydala za ní. Ovci stále naháněla a ta před ní utíkala dál a dál, až se dostaly k Blaníku. Hora se najednou otevřela a ovce s dívčinou se ocitly v ní. Skála se na to hned uzavřela a dívka zpozorovala mnoho vojáků, kteří ji přikázali, aby jim poklidila. Když byla dívka s úklidem hotova, vojáci jí jako odměnu dali plnou náruč smetí a propustili ji. Dívka skoro polovinu smetí u skály vyhodila, aby měla lehčí cestu. Doma byli všichni udiveni a ptali se jí, kde celý rok byla. Dívka jim vše povyprávěla, kde byla a co viděla a tu si najednou všimla, že zbytek smetí, které z náruče nevysypala na zem, se proměnil ve zlato. Dívka se tedy vrátila na místo, kde vysypala skoro polovinu smetí, ale už tam žádné nenašla.

## Turistika

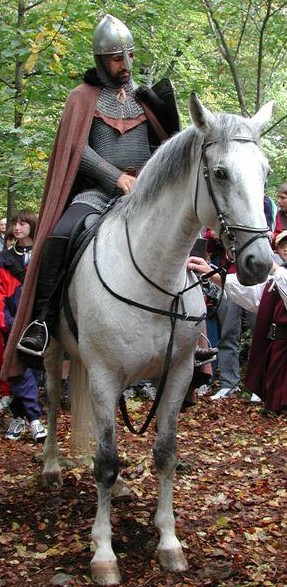
Svatováclavské slavnosti

Mnohé turisty lákají tyto dva vrchy především díky bohaté historii a pověstem o blanických rytířích spících uvnitř hory Velký Blaník. Už v roce 1895 tu stála dřevěná rozhledna vysoká 20 metrů. Ta se později roku 1936 zřítila a tak v roce 1941 nechal Klub českých turistů postavit novou dřevěnou rozhlednu tentokrát 30 metrů vysokou. Od října do března je rozhledna otevřena od 10 hodin do 16 hodin a od dubna do září od 10 hodin do 17 hodin. Na prosklený vrchol rozhledny vede 112 dřevěných schodů s výhledem na Středočeskou pahorkatinu, západní vrcholy Českomoravské vrchoviny, Posázaví a Vlašimsko. Při dobré viditelnosti jsou vidět vrcholky Šumavy a Praha i s vysílačem Cukrák. Oblíbenou tradicí místních je výšlap na Velký Blaník na Silvestra. 
Na Blaník je nejlepší přístup z Louňovic pod Blaníkem. Kilometr od Louňovic směrem na Načeradec se nachází parkoviště a odtud je to 1 km cesty, do prudšího kopce, na rozhlednu. Občerstvení je možné v bufetu. Z druhé strany z obce Kondrac vede červená turistická značka, která se nad obcí u Domu přírody spojuje s naučnou stezkou S rytířem na Blaník, je dlouhá 4 km, na trase je 14 různých zastávek a 17 zastávek pro děti a vede přes Velký Blaník. V Domě přírody je geologická výstava hornin, občerstvení a uvnitř domu se konají různé programy např. výstava hub. Nachází se zde parkoviště, ze kterého vede 2 km dlouhá naučná stezka Kondrac, která končí v obci Kondrac na návsi u restaurace U Matoušků a obsahuje 4 zastávky. 
Na Velký Blaník vede ještě zelená turistická značka z Načeradce. Cílem zastávek je seznámit návštěvníky s flórou a faunou, přírodními poměry, historií osídlení a geologickou výstavbou oblasti. Informační tabule jsou ještě doplněné různými interaktivními úkoly pro děti, díky kterým mohou doplňovat své znalosti a zabavit se. Na Malém Blaníku se nachází rozpadlá kaple sv. Máří Magdalény, uvnitř které roste památný strom smrk ztepilý zvaný Velký Mnich.

## Blaník a umění

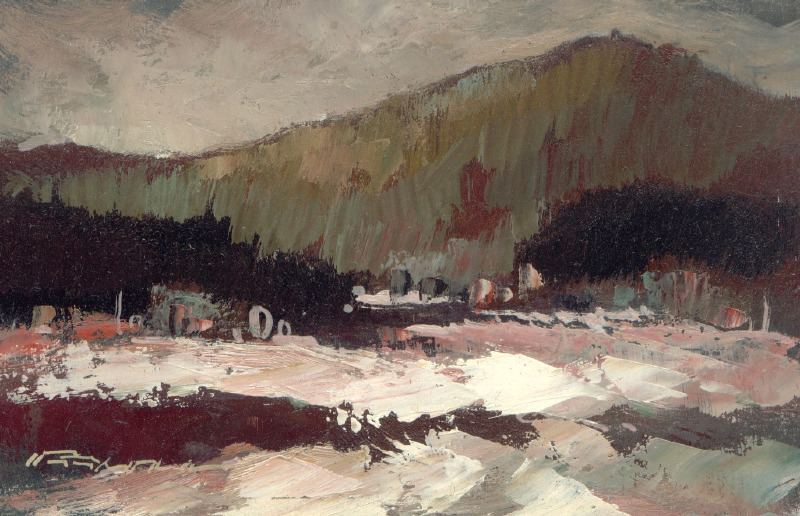
Stanislav Příhoda: Blaník, olejomalba

O všeobecnou známost Blaníku se zasloužilo mnoho významných českých umělců. Alois Jirásek ztvárnil blanickou legendu ve svých Starých pověstech českých. Hora svou symboličností poskytla námět též řadě hudebníků (Bedřich Smetana – Má vlast, Zdeněk Fibich) a malířům-krajinářům ve druhé polovině 19. století (Julius Mařák či Mikoláš Aleš). Blanická pověst se v literatuře objevila v roce 1799. Mezi další umělce inspirované Blaníkem patří: Václav Kliment Klicpera vlastenecká hra Blaník, Josef Kajetán Tyl (dramatická báchorka Jiříkovo vidění), Karel Jaromír Erben, Jaroslav Vrchlický (Selské balady: Balada blanická) či Karel Plíhal (Blanická kuřata). Divadlo Járy Cimrmana uvádí satirickou hru Blaník. Hora je motivem celé řady vizuálních umělců.